# 748. pehotni polk (Wehrmacht)
Za druge 748. polke glejte 748. polk.
748. pehotni polk (izvirno nemško Infanterie-Regiment 748) je bil eden izmed pehotnih polkov v sestavi redne nemške kopenske vojske med drugo svetovno vojno.

## Zgodovina
Polk je bil ustanovljen 2. maja 1941 kot polk 15. vala na področju WK XII iz nadomestnih enot WK VIII; polk je bil dodeljen 708. pehotni diviziji.
27. aprila 1942 so bile 4., 8. in 12. četa reorganizirane v strojnične čete.
15. oktobra 1942 je bil polk preimenovan v 748. grenadirski polk.